# إشتفان فارغا
إشتفان فارغا هو اقتصادي وسياسي مجري، ولد في 23 يونيو 1956 في Sajószentpéter ‏ في المجر. انتخب وزير الاقتصاد ‏.